# Lijst van burgemeesters van Gulpen-Wittem
Dit is een lijst van burgemeesters van de Nederlandse gemeente Gulpen-Wittem in de provincie Limburg sinds haar stichting op 1 januari 1999.
| Ambtsperiode                      | Naam burgemeester            | Partij of stroming | Bijzonderheden |
| --------------------------------- | ---------------------------- | ------------------ | -------------- |
| 1 januari 1999 - 16 december 2000 | Jos (J.J.M.) Som             | CDA                |                |
| 16 december 2000 - 1 mei 2001     | Constant (C.A.C.M.) Nuytens  | CDA                | waarnemend     |
| 1 mei 2001 - 1 mei 2007           | Will (W.J.G.) Geraedts       | CDA                |                |
| 21 mei 2007 - 22 april 2016       | Bas (A.R.B.) van den Tillaar | CDA                |                |
| 24 mei 2016 - 8 mei 2017          | Hans (J.G.M.T.) Ubachs       | D66                | waarnemend     |
| 8 mei 2017 - heden                | Nicole Ramaekers-Rutjens     | partijloos         |                |